# Bülent Kılıç
Bülent Kılıç est un photojournaliste et photographe turc né à Tunceli en Turquie en 1979.
Il est lauréat du Prix Pulitzer de la photographie d'actualité dans la catégorie «Photographie magazine» en 2014.

## Biographie
Bülent Kılıç « a décidé de devenir journaliste à 16 ans, après avoir vu un reporter tué par la police turque ». 
Il a fait ses études de journalisme à Ege Üniversitesi - Promotion 1998, à Istanbul : « À l’université, je me suis dit qu’écrire, c’était bien, mais que moi, mon truc, c’était de montrer ». 
Il devient photographe en 2002 pour la presse locale puis travaille pour l'AFP comme indépendant à partir 2004,. Il est titularisé au début du conflit syrien après dix ans de collaboration.
À de nombreuses reprises, il traverse la frontière pour couvrir la guerre en Syrie. Il a été désigné meilleur photographe d'agence de l'année en 2014 par Time et le Guardian pour ses reportages en Ukraine, sur l'État islamique en Irak et en Syrie (notamment la Bataille de Kobané en janvier 2015) et en son pays, la Turquie,.
Le 26 juin 2021, Bülent Kılıç est arrêté violemment par la police alors qu'il couvrait la dispersion de la marche des fiertés d'Istanbul interdite par les autorités. 

## Prix et récompenses

### 2014
- Prix Bayeux-Calvados des correspondants de guerre - Trophée photo[10]
- Association des Photographes de la Presse nord-américaine : National Press Photographers Association (NPPA)[11]
- China International Press Contest (CHIPP)[12]
- Désigné meilleur photographe d’agence de l’année par Time et The Guardian[6]
- Prix Pulitzer de la photographie d'actualité dans la catégorie « Photographie magazine »[13]

### 2015
- Prix John Faber de l’Overseas Press Club pour son travail sur les affrontements entre forces de l’ordre et manifestants, place Maïdan à Kiev[12]
- Visa d'or news du festival Visa pour l'image[12]
- World Press Photo,  Spot News, Singles, 1st prize[14]

### 2016
- World Press Photo, Spot News, Stories, 3rd prize[3]